# Bor tribromide
Bo tribromide, có công thức hóa học là BBr3, là một hợp chất dạng lỏng có chứa bo và brom. Nó bị phân hủy bởi nước và cồn.

## Tính chất hóa học
Bo tribromide có tính thương mại và là một acid Lewis mạnh.
Nó là một chất khử phân tách hoặc dealkylat tuyệt vời cho sự phân hủy của ete, cũng với cyclization tiếp theo, thường trong sản xuất dược phẩm.
Cơ chế dealkyl hóa các alkyl ete tiến hành thông qua sự hình thành phức hợp ở giữa trung tâm boron và ete oxygen, sau đó là loại bỏ một alkyl bromide để tạo ra một dibromo(organo) boran.
ROR + BBr3 → RO+(−BBr3)R → ROBBr2 + RBr
Aryl metyl ete là dealkylated thông qua một cơ chế phân tử có liên quan đến hai BBr3-ete khép kín.
RO+(−BBr3)CH3 + RO+(−BBr3)CH3→   RO(−BBr3)  + CH3Br + RO+(BBr2)CH3
Dibromo(organo)boran sau đó có thể được hydrolysis để cho một nhóm hydroxyl tạo ra acid boric và khí hydrogen bromide.
ROBBr2 + 3H2O → ROH + B(OH)3 + 2HBr
Nó cũng tìm thấy trong các ứng dụng trong trùng hợp olefin và trong Friedel – thủ công mỹ nghệ hóa học như một chất xúc tác acid Lewis.
Ngành công nghiệp điện tử sử dụng bo tribromide như là một nguồn boron trong quá trình tiền tích tụ để pha tạp trong sản xuất chất bán dẫn. Bo tribromide cũng làm trung gian dealkyl hóa aryl alkyl ete, ví dụ demetylation của 3,4-dimethoxystyren thành 3,4-dihydroxystyren.

## Tổng hợp
Phản ứng của bo carbide với brom ở nhiệt độ trên 300 ℃ dẫn tới sự hình thành bo tribromide. Sản phẩm có thể được tinh chế bằng cách chưng cất chân không.

## Lịch sử
Sự tổng hợp đầu tiên được thực hiện bởi M. Poggiale vào năm 1846 bằng phản ứng bo trioxide với cacbon và brom ở nhiệt độ cao:
B2O3 + 3C + 3Br2  → 2BBr3 + 3CO
Sự cải tiến của phương pháp này được phát triển bởi F. Wöhler và Deville năm 1857. Bằng cách bắt đầu từ boron vô định hình phản ứng nhiệt độ thấp hơn và không có sử dụng cacbon trong sản xuất:
2B + 3Br2  → 2BBr3

## Ứng dụng
Bo tribromide được sử dụng trong tổng hợp hữu cơ, sản xuất dược phẩm, chỉnh sửa hình ảnh, doping bán dẫn, mài plasma bán dẫn và sản xuất quang điện.